# 靳敏
靳敏（1424年—？），字時遜，直隸鳳陽府泗州盱眙縣人，軍籍，明朝政治人物。進士出身。

## 生平
景泰元年（1450年）庚午科應天府鄉試第一百九十三名。景泰二年（1451年）辛未科會試第一百三十五名，殿試登進士第三甲第六十一名。官陝西道監察御史，謫江西宜春縣知縣。

## 家族
曾祖靳彥彬。祖父靳文昺。父靳汝敬。